# NGC 6582
NGC 6582 é uma galáxia elíptica na direção da constelação de Hercules. O objeto foi descoberto pelo astrônomo Lewis Swift em 1884, usando um telescópio refrator com abertura de 16 polegadas. Devido a sua moderada magnitude aparente (+13,9), é visível apenas com telescópios amadores ou com equipamentos superiores. 